# Jessica Purcell
Pour les articles homonymes, voir Purcell.
Jessica A. Shepherd Purcell est une mathématicienne américaine, spécialiste de topologie en basses dimensions dont les sujets de recherche portent sur la chirurgie de Dehn hyperbolique (en) et les polynômes de Jones. Elle est professeure de mathématiques à l'université Monash à Melbourne, en Australie.

## Éducation
Purcell attribue à un professeur de mathématiques du secondaire, M. Pehrson, son intérêt pour les mathématiques. Elle se spécialise en mathématiques en tant qu'étudiante de premier cycle à l'université de l'Utah, avec une mineure en informatique. Elle est co-lauréate en 1998 du prix Alice T. Schafer d'excellence en mathématiques par une femme de premier cycle, décerné par l'Association for Women in Mathematics, et obtient son diplôme summa cum laude en 1998. 
Après avoir obtenu une maîtrise en mathématiques à l'université du Michigan en 1999, Purcell termine son doctorat à l'université Stanford en 2004. Sa thèse, intitulée Cusp Shapes of Hyperbolic Link Complements and Dehn Filling, est supervisée par Steven Kerckhoff,.

## Carrière
Après des recherches postdoctorales à l'université du Texas à Austin et à l'université d'Oxford, Purcell devient professeure adjointe à l'université Brigham-Young en 2007. Elle est nommée Sloan Research Fellow en 2011, et obtient un poste à Brigham Young en 2013. Après des visites à l'université Monash et à l'Institute for Advanced Study en tant que boursière Von Neumann, elle part à Monash en tant que professeure associée en 2015, devient ARC Future Fellow en 2017 puis est nommée professeure titulaire en 2019. 
Elle préside le groupe d'intérêt spécial Women in Mathematics de la Société mathématique australienne pour 2018-2019 et 2019-2020. 

## Livres
Purcell est l'auteure du livre Hyperbolic Knot Theory (Graduate Studies in Mathematics 209, American Mathematical Society, 2020). Avec David Futer et Efstratia Kalfagianni, elle est co-auteur de Guts of Surfaces and the Colored Jones Polynomial (Lecture Notes in Mathematics 2069, Springer, 2012).